# Onthophagus investis
Onthophagus investis är en skalbaggsart som beskrevs av D'orbigny 1904. Onthophagus investis ingår i släktet Onthophagus och familjen bladhorningar. Inga underarter finns listade i Catalogue of Life.